# Dariusz Czernik
Dariusz Czernik (ur. 26 września 1973 w Gubinie) – polski armwrestler, dziewięciokrotny Mistrz Polski (na prawą i lewą rękę w kategorii 95 kg), Mistrz Europy i IV na Mistrzostwach Świata w Armwrestlingu. Pierwsze tytuł mistrzowski zdobył w 1992 r. na I Mistrzostwach Polski w Armwrestlingu w Zakopanem w kategorii open. W 1996 r. zdobył 4. miejsce na Mistrzostwach Świata i Europy. W 2000 r. założył Stowarzyszenie „Gladiator” oraz Polską Federację Sportów Siłowych (FSSPolska). Od 2000 r. organizator Mistrzostw Polski, Pucharu Polski i zawodów szkolnych. Ojciec Szymona Czernika